# Chelsea Girl
Az 1967-es Chelsea Girl Nico első szólólemeze. A cím utalás Andy Warhol 1966-os azonos című filmjére, melyben Nico is szerepelt. Az album hatodik dalának (a B-oldalon az első) a címe Chelsea Girls.
A dalok nagy részén a zenét a The Velvet Underground rögzítette, akikkel Nico korábban már együttműködött (The Velvet Underground & Nico). Több dalt a zenekar tagjai szereztek. Az I'll Keep it With Mine dal Bob Dylan szerzeménye, továbbá három dalt Jackson Browne írt (Browne gitározik is az albumon).
Az album szerepel az 1001 lemez, amit hallanod kell, mielőtt meghalsz című könyvben.

## Az album dalai
| 1. | The Fairest of the Seasons | Jackson Browne, Gregory Copeland | 4:06 |
| 2. | These Days                 | Jackson Browne                   | 3:30 |
| 3. | Little Sister              | John Cale, Lou Reed              | 4:22 |
| 4. | Winter Song                | Cale                             | 3:17 |
| 5. | It Was a Pleasure Then     | Nico, Reed, Cale                 | 8:02 |

| 1. | Chelsea Girls                | Reed, Sterling Morrison | 7:22 |
| 2. | I'll Keep It With Mine       | Bob Dylan               | 3:17 |
| 3. | Somewhere There's a Feather  | Browne                  | 2:16 |
| 4. | Wrap Your Troubles in Dreams | Reed                    | 5:07 |
| 5. | Eulogy to Lenny Bruce        | Tim Hardin              | 3:45 |

## Közreműködők
- Nico – ének
- Jackson Browne – elektromos gitár (a The Fairest of the Seasons, These Days, I'll Keep It With Mine, Somewhere There's a Feather és Eulogy to Lenny Bruce dalokon)
- Lou Reed – elektromos gitár (a Little Sister, It Was a Pleasure Then, Chelsea Girls és Wrap Your Troubles in Dreams dalokon)
- John Cale – brácsa, orgona, gitár (a Little Sister, Winter Song és It Was a Pleasure Then dalokon)
- Sterling Morrison – elektromos gitár (a Chelsea Girls és Wrap Your Troubles in Dreams dalokon)
- Larry Fallon – vonósok és fúvósok hangszerelése